# Ebenengleichung

Ebenengleichungen und ihre Beziehungen

Eine Ebenengleichung ist in der analytischen Geometrie eine Gleichung, die eine Ebene im dreidimensionalen Raum beschreibt. Ebenen lassen sich auf vielfältige Weise durch Gleichungen beschreiben, die je nach Bestandteilen unterschiedliche Namen haben: Stehen die einzelnen Koordinaten der Ebenenpunkte in einer Gleichungsbeziehung, spricht man von einer Koordinatengleichung, zu denen die allgemeine Koordinatenform und die Achsenabschnittsform gehören. Bei einer Vektorgleichung wird die Gerade mithilfe der Ortsvektoren der Ebenenpunkte ausgedrückt, häufig kombiniert mit zwei Parametern, der unabhängig voneinander die reellen Zahlen durchlaufen. Zu jedem Parameterpaar gehört dann eindeutig ein Punkt der Ebene, und man spricht von einer Parametergleichung. Spezielle Parametergleichungen sind die Punktrichtungsform und die Dreipunkteform. Enthält die Gleichung einen Normalenvektor der Ebene oder dessen Komponenten, so spricht man von einer Normalengleichung, zu denen die Normalenform und die Hessesche Normalform gehören. Normalengleichungen können sowohl als parameterfreie Vektorgleichungen als auch als Koordinatengleichungen vorliegen.
Durch Vektorgleichungen können auch Ebenen in höherdimensionalen Räumen dargestellt werden, während Koordinatengleichungen und Normalengleichungen in diesem Fall Hyperebenen beschreiben.

## Koordinatengleichungen
In der analytischen Geometrie wird jeder Punkt im dreidimensionalen Raum mit Hilfe eines kartesischen Koordinatensystems mit einem Koordinatentripel {\displaystyle (x,y,z)} identifiziert. Eine Gleichung mit den Unbekannten {\displaystyle x}, {\displaystyle y} und {\displaystyle z} beschreibt dann eine Menge von Punkten im Raum, und zwar diejenigen Punkte, deren Koordinaten die Gleichung erfüllen. Ebenen sind nun dadurch ausgezeichnet, dass es sich bei einer solchen Gleichung um eine lineare Gleichung handelt. Zur Notation von Ebenen werden verschiedene Schreibweisen verwendet. Die vor allem in der Schulmathematik gebräuchliche Schreibweise
{\displaystyle E\colon \,2x+3y=z}
bedeutet, dass die Ebene {\displaystyle E} aus denjenigen Punkten besteht, deren Koordinaten {\displaystyle (x,y,z)} die Ebenengleichung {\displaystyle 2x+3y=z} erfüllen. Die in der höheren Mathematik verwendete Mengenschreibweise lautet entsprechend
{\displaystyle E=\{(x,y,z)\in \mathbb {R} ^{3}\mid 2x+3y=z\}}.
Für Ebenengleichungen gibt es unterschiedliche Darstellungsformen, je nachdem welche Kenngrößen der Ebene vorgeschrieben sind.

### Allgemeine Koordinatenform

Koordinatenform

Bei der allgemeinen Koordinatenform (kurz allgemeine Form) wird eine Ebene durch vier reelle Zahlen {\displaystyle a}, {\displaystyle b}, {\displaystyle c} und {\displaystyle d} beschrieben. Eine Ebene besteht dann aus denjenigen Punkten, deren Koordinaten {\displaystyle (x,y,z)} die Gleichung
{\displaystyle ax+by+cz=d}
erfüllen. Hierbei muss mindestens eine der drei Zahlen {\displaystyle a,b,c} ungleich null sein. Die allgemeine  Form entspricht der Normalenform (siehe unten) nach Ausmultiplizieren, wobei {\displaystyle a}, {\displaystyle b} und {\displaystyle c} die Komponenten des (nicht notwendigerweise normierten) Normalenvektors {\displaystyle {\vec {n}}=(a,b,c)} sind und {\displaystyle d={\vec {p}}\cdot {\vec {n}}} gesetzt wird, wobei {\displaystyle {\vec {p}}} der Stützvektor der Ebene ist (siehe unten). Der Abstand der Ebene vom Koordinatenursprung ist dann durch {\displaystyle |d|/|{\vec {n}}|} gegeben.

### Achsenabschnittsform

Achsenabschnittsform

Bei der Achsenabschnittsform wird eine Ebene, die keine Ursprungsebene ist, durch die drei Achsenabschnitte {\displaystyle x_{0}}, {\displaystyle y_{0}} und {\displaystyle z_{0}} beschrieben. Das sind die Stellen, an denen die Gerade bzw. Ebene die Achsen des Koordinatensystems schneidet. Eine Ebene besteht dann aus denjenigen Punkten, deren Koordinaten {\displaystyle (x,y,z)} die Gleichung
{\displaystyle {\frac {x}{x_{0}}}+{\frac {y}{y_{0}}}+{\frac {z}{z_{0}}}=1}
erfüllen. Die Schnittpunkte selbst werden Spurpunkte genannt, ihre Verbindungsstrecken liegen im Allgemeinfall auf den Spurgeraden und bilden das Spurdreieck. Verläuft eine Ebene parallel zu einer oder zwei Koordinatenachsen, dann fällt der jeweilige Spurpunkt und damit auch der entsprechende Term in der Achsenabschnittsform weg. Die Achsenabschnittsform kann aus der Koordinatenform mittels Division durch {\displaystyle d} errechnet werden.

## Vektorgleichungen
Ebenen werden auch häufig mit Hilfe von Vektoren beschrieben. Dabei betrachtet man statt der Punkte ihre Ortsvektoren. Der Ortsvektor eines Punkts {\displaystyle (x_{1},x_{2},x_{3})} wird üblicherweise als Spaltenvektor
{\displaystyle {\vec {x}}={\begin{pmatrix}x_{1}\\x_{2}\\x_{3}\end{pmatrix}}}
notiert. Vektorgleichungen lassen sich in zwei Klassen unterteilen: Bei einer Parametergleichung wird die Menge der Ortsvektoren der Ebene mithilfe von zwei reellen Parametern erfasst. Jedem Wertepaar dieser Parameter entspricht dann ein Ortsvektor der Ebene und umgekehrt. Parameterfreie Ebenengleichungen wie die Normalenform kommen hingegen ohne Parameter aus.

### Punktrichtungsform

Parameterform

Eine spezielle Parametergleichung ist die Punktrichtungsform oder Parameterform. Hierbei wird eine Ebene durch einen Stützvektor {\displaystyle {\vec {p}}} und zwei Richtungsvektoren {\displaystyle {\vec {u}}} und {\displaystyle {\vec {v}}} beschrieben. Eine Ebene besteht dann aus denjenigen Punkten im Raum, deren Ortsvektoren {\displaystyle {\vec {x}}} sich in der Form
{\displaystyle {\vec {x}}={\vec {p}}+s{\vec {u}}+t{\vec {v}}}   mit   {\displaystyle s,t\in \mathbb {R} }
darstellen lassen. Der Stützvektor ist dabei der Ortsvektor eines beliebigen Punkts in der Ebene, der auch als Aufpunkt bezeichnet wird. Die beiden Richtungsvektoren, auch Spannvektoren genannt, müssen in der betrachteten Ebene liegen und ungleich dem Nullvektor sein. Sie dürfen auch nicht kollinear sein, das heißt nicht in dieselbe (oder die entgegengesetzte) Richtung zeigen. Die Richtungsvektoren spannen ein affines Koordinatensystem auf, wobei {\displaystyle (s,t)} die affinen Koordinaten eines Punkts der Ebene sind.

### Dreipunkteform

Dreipunkteform

Eine weitere Parametergleichung ist die Dreipunkteform . Hierbei wird eine Ebene durch die Ortsvektoren {\displaystyle {\vec {p}}}, {\displaystyle {\vec {q}}} und {\displaystyle {\vec {r}}} dreier nicht kollinearer Punkte der Ebene beschrieben. Sie hat die gleiche Struktur wie die Punktrichtungsform, wobei einer der Ortsvektoren als Stützvektor gewählt wird und die Differenzvektoren der anderen Vektoren zu diesem Ortsvektor die Richtungsvektoren sind. Die Dreipunkteform hat also die Gestalt
{\displaystyle {\vec {x}}={\vec {p}}+s({\vec {q}}-{\vec {p}})+t({\vec {r}}-{\vec {p}})}   mit   {\displaystyle s,t\in \mathbb {R} }
Eine verwandte Darstellung einer Ebene mit Hilfe dreier Ebenenpunkte verwendet baryzentrische Koordinaten.

## Normalengleichungen
Bei den Normalenformen einer Ebenengleichung werden die Punkte der Ebene durch eine skalare Gleichung mit Hilfe eines Normalenvektors der Ebene charakterisiert. Hierzu wird das Skalarprodukt zweier Vektoren verwendet, das durch
{\displaystyle {\vec {x}}\cdot {\vec {y}}=x_{1}y_{1}+x_{2}y_{2}+x_{3}y_{3}}
definiert wird. Auf diese Weise erhält man eine implizite Darstellung der Ebene. Normalengleichungen lassen sich sowohl als Vektorgleichungen als auch als Koordinatengleichungen auffassen, je nachdem das Skalarprodukt „ausgeschrieben“ ist oder nicht.

### Normalenform

Normalenform

Bei der Normalenform wird eine Ebene durch einen Stützvektor {\displaystyle {\vec {p}}} und einen Normalenvektor {\displaystyle {\vec {n}}} beschrieben. Eine Ebene besteht dann aus denjenigen Punkten im Raum, deren Ortsvektoren {\displaystyle {\vec {x}}} die Gleichung
{\displaystyle ({\vec {x}}-{\vec {p}})\cdot {\vec {n}}=0}
erfüllen. Das Skalarprodukt zweier Vektoren (ungleich dem Nullvektor) ist genau dann gleich null, wenn die beiden Vektoren senkrecht aufeinander stehen. In der Normalenform besteht eine Ebene demnach aus denjenigen Punkten im Raum, für die der Differenzvektor aus Ortsvektor und Stützvektor senkrecht zum Normalenvektor der Ebene steht. Aus zwei Spannvektoren der Ebene {\displaystyle {\vec {u}}} und {\displaystyle {\vec {v}}} lässt sich ein Normalenvektor der Ebene über das Kreuzprodukt {\displaystyle {\vec {n}}={\vec {u}}\times {\vec {v}}} ermitteln.
Legt man ein ebenes rechtwinkliges Koordinatensystem zugrunde und stellt die Vektoren {\displaystyle {\vec {x}},{\vec {p}},{\vec {n}}} mithilfe ihrer Komponenten dar, so erhält man die Normalenform als Koordinatengleichung:
{\displaystyle (x_{1}-p_{1})n_{1}+(x_{2}-p_{2})n_{2}+(x_{3}-p_{3})n_{3}=0}.
Nach Ausmultiplizieren und Umstellen erhält man die Gleichung
{\displaystyle n_{1}x_{1}+n_{2}x_{2}+n_{3}x_{3}=p_{1}n_{1}+p_{2}n_{2}+p_{3}n_{3}},
was zeigt, dass die allgemeine Kooridnatenform der Normalenform entspricht.

### Hessesche Normalform

Hessesche Normalform

Bei der hesseschen Normalform wird eine Ebene durch einen normierten und orientierten Normalenvektor {\displaystyle {\vec {n}}_{0}} und den Abstand vom Koordinatenursprung {\displaystyle d} beschrieben. Eine Ebene besteht dann aus denjenigen Punkten im Raum, deren Ortsvektoren {\displaystyle {\vec {x}}} die Gleichung
{\displaystyle {\vec {x}}\cdot {\vec {n}}_{0}=d}
erfüllen. Der Normalenvektor muss hierbei die Länge eins haben und vom Koordinatenursprung in Richtung der Ebene zeigen. Man erhält die hessesche Normalform aus der Normalenform durch Normierung und Orientierung des Normalenvektors sowie durch anschließende Wahl von {\displaystyle d={\vec {p}}\cdot {\vec {n}}_{0}}. Die hessesche Normalform erlaubt eine effiziente Berechnung des Abstands eines beliebigen Punkts im Raum zu der Ebene, denn das Skalarprodukt {\displaystyle {\vec {x}}\cdot {\vec {n}}_{0}} entspricht gerade der Länge der Orthogonalprojektion eines beliebigen Vektors {\displaystyle {\vec {x}}} auf die Ursprungsgerade mit Richtungsvektor {\displaystyle {\vec {n}}_{0}}.

## Verallgemeinerungen
Auch in höherdimensionalen Räumen können Ebenen betrachtet werden. Eine Ebene ist dann eine lineare 2-Mannigfaltigkeit im {\displaystyle n}-dimensionalen euklidischen Raum {\displaystyle \mathbb {R} ^{n}}. Die Parametergleichungen behalten ihre Darstellung, wobei lediglich mit {\displaystyle n}-komponentigen statt dreikomponentigen Vektoren gerechnet wird. Durch die impliziten Formen wird allerdings in höherdimensionalen Räumen keine Ebene mehr beschrieben, sondern eine Hyperebene der Dimension {\displaystyle n-1}. Jede Ebene kann jedoch als Schnitt von {\displaystyle n-2} Hyperebenen mit linear unabhängigen Normalenvektoren dargestellt werden und muss demnach ebenso viele Koordinatengleichungen gleichzeitig erfüllen.